# Municipio de San Francisco Chapulapa
San Francisco Chapulapa (del cuicateco: chapulapa ‘En el agua de los chapulines’) es uno de los 570 municipios que conforman al estado mexicano de Oaxaca. Pertenece al distrito de Cuicatlán, dentro de la Región Sierra de Flores Magón. Su cabecera es la localidad de San Francisco Chapulapa.

## Geografía
El municipio abarca 59.64 km² y se encuentra a una altitud promedio de 1400 m s. n. m., oscilando entre 2900 y 1000 m s. n. m.

## Demografía
De acuerdo al último censo, realizado por el INEGI en 2010, en el municipio habitan 2136 personas, repartidas entre 14 localidades.